# Les Anges dans nos campagnes
Les Anges dans nos campagnes (tradução literal: Os anjos nos nossos campos; versão em português: Vinde cristãos) é uma célebre canção de Natal francesa originária da região de Languedoque. O seu autor é desconhecido, contudo, pode remontar ao século XVI.
A canção é conhecida sobretudo na sua versão em língua inglesa, Angels We Have Heard on High. Existem também várias versões em português, com especial destaque para Do varão nasceu a vara, uma adaptação por via popular da região da Beira Litoral.

## Galeria

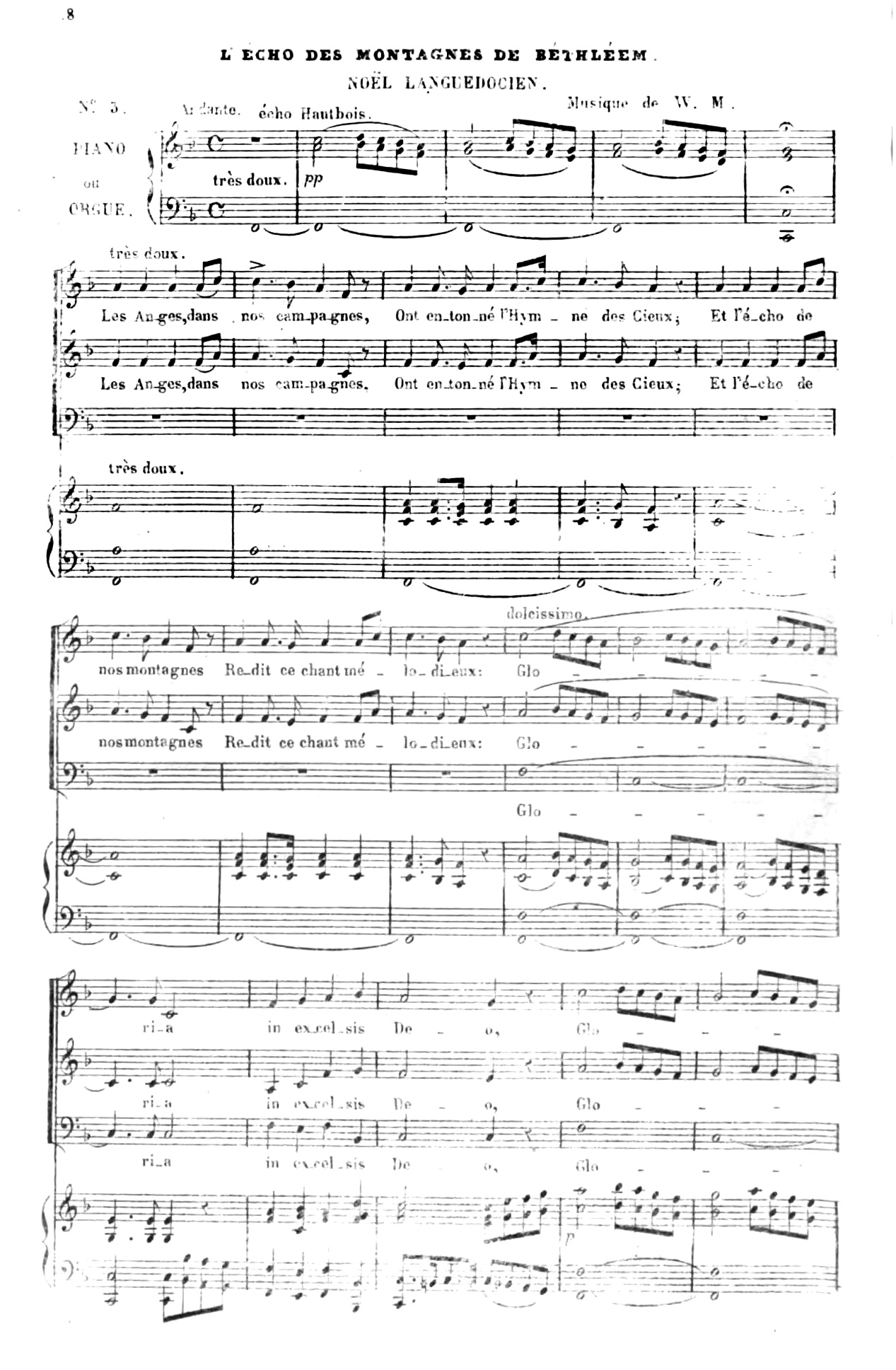
Partitura
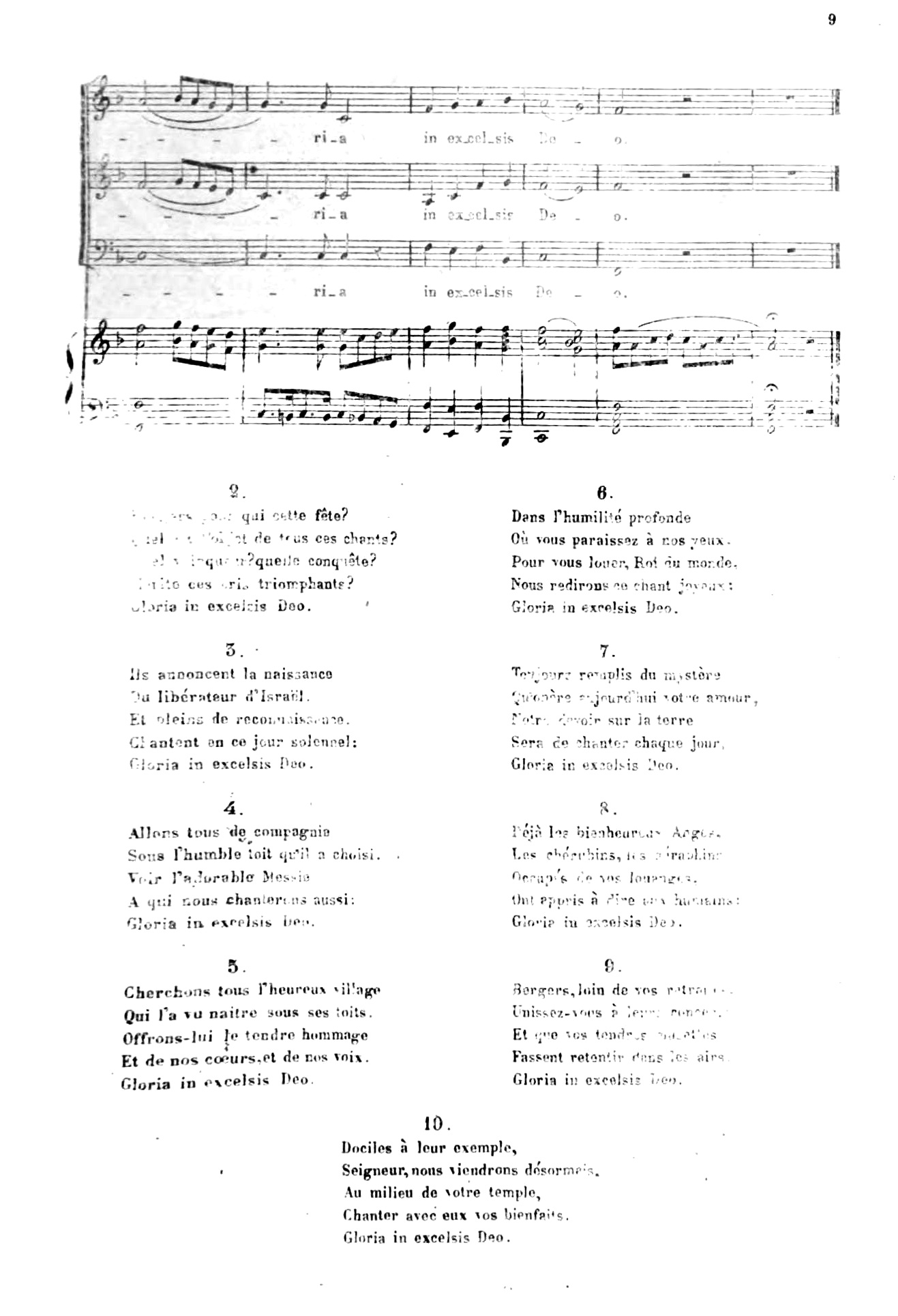

- Instrumental